# AKARI (モデル)
AKARI（アカリ、1997年8月20日 - ）は、日本のファッションモデル、タレント。BRUTUS所属。

## 経歴

### メディア出演
- NTV『踊る!さんま御殿!!』出演
- ABEMA『シャッフルアイランド』season1出演[1]
- ソラシドエア(WEB広告)出演
- ウルトラ・ジャパン(カコレボPV)
- YENMA『Blue Monday』(MVメイン)
- WST『Café Latte Song』(MVメイン)

### MODEL
- 福岡アジアコレクション2017
- 小学館『美的』
- 宝島社『履くだけで脚すっきりBOOK』
- GVP『GLITTER』 モデル
- ロレアル『Shu uemura』 メイクモデル
- JUNJUN メイクモデル
- AMBIENT ブランドモデル
- ミズノ アパレルモデル
- ゆるふわ愛されヘア550style